# Kangding Qingge

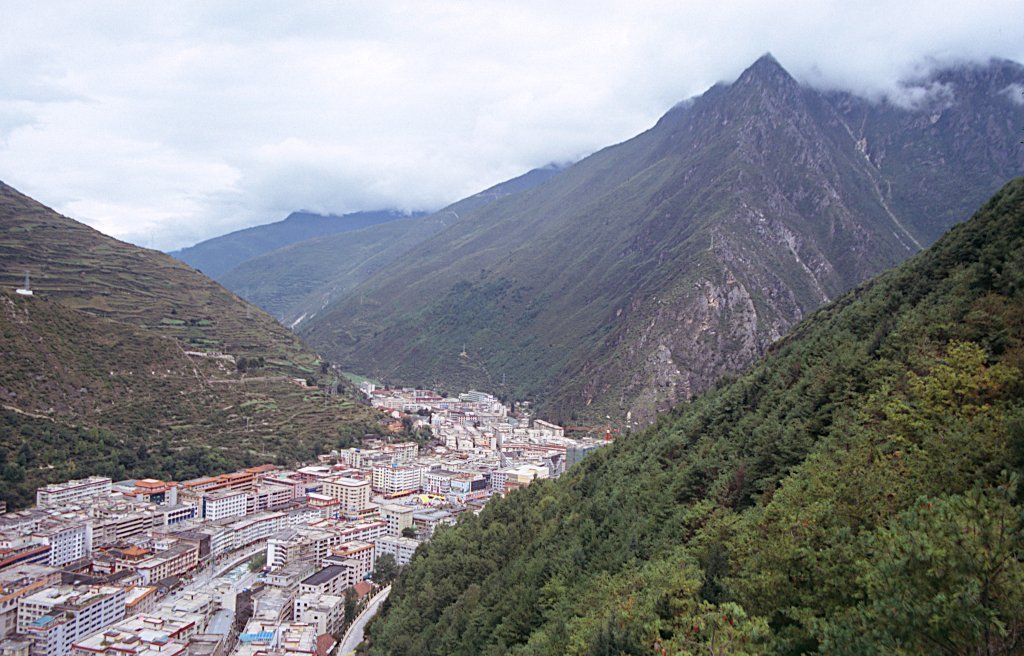
Foto taget i Kangding 2004.

Kangding Qingge (Kinesiska: 康定情歌, Pinyin: Kāngdìng Qínggē, Wade–Giles: K'ang1-ting4 Ch'ing2-ko1) (bokstavligt: "Kangdings kärlekssång") eller Kärlekssång från Kangding är en traditionell folklåt från Kangding i Sichuan-provinsen. Sången är en av de mest populära i den östasiatiska kulturella sfären.